# Eurysilenium australis
Eurysilenium australis is een eenoogkreeftjessoort uit de familie van de Herpyllobiidae. De wetenschappelijke naam van de soort is voor het eerst geldig gepubliceerd in 2006 door López-González, Bresciani & Conradi.